# Viktor II
Viktor II, född Gebhard av Dollnstein-Hirschberg cirka 1018 i Hertigdömet Bayern eller Hertigdömet Schwaben, död 28 juli 1057 i Arezzo, var påve från den 13 april 1055 till sin död, 28 juli 1057.

## Biografi
Greve Gebhard av Dollnstein-Hirschberg föddes, enligt uppgifter i Vatikanen, i Nordgau i Bayern, medan tyska källor anger Schwaben. Hans föräldrar var greve Hartwig av Calw och grevinnan Baliza, vilka båda betraktades som släktingar i sidled till kejsar Henrik III. En närmare släkting var biskop Gebhard III av Ratisbon, som presenterade den unge greven Gebhard inför kejsar Henrik som en lämplig kandidat till biskopsstolen i Eichstätt, julen 1042. Gebhard var bara 24 år gammal, och kejsaren tvekade därför till en början, men gav efter. Gebhard blev trots sin unga ålder framgångsrik på den viktiga posten, och knöt samtidigt band till kejsare, som han fick följa med på dennes kröning i Rom, på konsultationer mellan påven och kejsaren, samt nävara vid en synod som påve Leo IX höll i Mainz 1049. Så småningom blev han kejsarens kansler. 1053 blev han förmyndarregent i Bayern för den omyndige Henrik IV.
Sedan påve Leo avlidit, verkade kardinaldiakonen Hildebrandt för att Gebhard skulle uppstiga på påvestolen. Kejsaren godkände beslutet, men Gebhard ville först inte acceptera utnämningen. Påvestolen stod därför tom i ett år, innan Gebhard slutligen vek sig, på villkoret att kejsaren skulle återbörda alla Kyrkostatens egendomar och all mark som tyskarna hade tagit ifrån påvedömet. Han konsekrerades under dessa villkor till påve den 13 april 1055 och antog namnet Viktor II; som påve behöll han biskopsstolen i Eichstätt.
Viktor verkade ivrigt för att vidmakthålla prästernas celibat samt bekämpade simoni, vilket var syftet till två synoder han lät hålla, i Lyon och Florens. Med sina goda förbindelser med kejsaren kunde han ofta genomföra vad företrädarna misslyckats med; han hotade kung Ferdinand av Spanien med exkommunicering om han inte erkände Henrik III som kejsare. Kejsaren överlämnade hertigdömena Spoleto och Camerino till påvedömet. Viktor befann sig i Gosslar vid tiden för Henrik III:s död, och kejsaren anförtrodde påven vårdnaden om den omyndige Henrik IV och regentskapet som förmyndare av kungadömet. Viktor krönte Henrik IV några dagar senare i Aachen, och verkade för att försvara den unge kungens suveränitet mot furstar i området.
Sedan han lämnat vården om pojken till dennes mor Agnes av Poitou, återvände han till Rom 1057, där han höll koncilium i Lateranen. Sedan begav han sig till Toscana för att lösa en juridisk tvist, och avled under resan i Arezzo. Hans kvarlevor fördes Ravenna, där han är begravd i Santa Maria Rotonda.
Det skulle dröja nästan 950 år innan en tysk valdes till påve igen, Benedictus XVI 2005.